# クライスラー・200
200は、クライスラー（現：ステランティス・ノースアメリカ）が製造・販売していた自動車である。

## 歴代モデル

### 初代 (2011年 - 2014年)
2009年、デトロイトモーターショーにて公表された。
セブリングを再設計し、パワートレインの変更、LEDライトなどを装備した。
ダッジブランドで販売するアベンジャーは、主要コンポーネントを共有する兄弟車である。
また、イタリアをはじめとした欧州圏でランチアブランドの「フラヴィア」としても販売された。

### 2代目 (2015年 – 2017年)
2014年1月、デトロイトモーターショーにて公開された。ダッジ・ダートをベースに開発され、トヨタ・カムリ、日産・アルティマ、ホンダ・アコードなどに対抗する中型セダンに位置付けられている。
2016年1月、フィアット・クライスラー・オートモービルズ（現：ステランティスN.V.）のCEOであるセルジオ・マルキオンネが200とダートの生産を同年12月に停止すると発表した。